# Nokia X2-00
Nokia X2 là dòng điện thoại nghe nhạc phổ thông của tập đoàn Nokia hướng vào đối tượng chủ yếu là sinh viên, học sinh những người có thu nhập thấp mà vẫn muốn có một chiếc điện thoại có đầy đủ những tính năng như nghe nhạc, chụp hình, nghe đài FM... nokia X2 có thiết kế dang thanh truyền thống, hai bên sườn là khe cắm thẻ nhớ, nút điều chỉnh âm lượng, nút điều hướng cho tính năng nghe nhạc, phím chụp ảnh... Mặt sau của X2 gồm camera và loa ngoài (4 loa). Đèn flash của X2 có thể sử dụng thay cho một chiếc đèn pin... Điều đáng tiếc là Nokia X2 không có 3G.

## Tổng quan
- Băng tần: 850/900/1800/1900
- Màn hình 2.2" QVGA hiển thị 262 ngàn màu
- Camera 5MP

Xem video mp4,3GP,H264
Bộ nhớ trong 48MB, hỗ trợ thẻ nhớ ngoài 16GB
Jack cắm micro USB 2.0
FM radio với ăng ten trong không cần gắn tai phone
jack âm thanh 3.5mm
Kích thước: 111 x 47 x 13,3 mm
Trọng lượng cả pin: 82g
Pin BL-4C 860 mAh Li-Ion